# Les Chansons de la mère l'oie
Pour plus de détails, voir Fiche technique et Distribution.
Les Chansons de la mère l'oie (Mother Goose Melodies) est un court métrage d'animation américain, en noir et blanc de la série des Silly Symphonies, réalisé par Burt Gillett, sorti le 16 avril 1931.
Ce film utilise Les Contes de ma mère l'Oye de Charles Perrault et autres comptines comme Humpty Dumpty, Jack and Jill, Little Bo-Peep, Little Boy Blue, Little Jack Horner, Old King Cole et Simple Simon.

## Synopsis
Une parade annonce l'arrivée du bon vieux roi Cole qui va s'installer sur son trône et chanter. Il demande sa pipe, son livre intitulé Mère l'oie, et ses trois violonistes. Au son des violons, Mère l'oie et une fermière sortent du livre et dansent.
Mère l'oie ouvre le livre et découvre Mademoiselle Mouret assise sur un tabouret, en train de préparer du beurre que veut lui voler une araignée. Sur la page suivante, il y a Jack et Jill qui transportent un seau jusqu'à un nigaud, avant de tomber à la renverse. Sur une autre page, des oiseaux s'échappent d'un gâteau, ce qui a pour mérite d'amuser le roi.
On découvre ensuite une bergère qui a perdu ses moutons et un petit homme bleu qui les retrouve. Un mouton s'échappe du livre, mais Mère l'oie le ramène dans sa page. Viennent enfin un trio chat, chien, vache musicien. Le livre se retourne et tous les personnages rencontrés en sortent en dansant devant le roi.

## Fiche technique
- Titre original : Mother Goose Melodies
- Autres titres :
  -  France : Les Chansons de la mère l'oie[1]
- Série : Silly Symphonies
- Réalisateur : Burt Gillett
- Voix [2]: Marion Darlington (sifflements), Walt Disney (Jack Horner), Allan Watson (Roi Cole)
- Animateur[2] : Ben Sharpsteen, David Hand, Norm Ferguson, Jack King, Rudy Zamora, Johnny Cannon, Les Clark, Dick Lundy, Tom Palmer
- Décor : Emil Flohri, Carlos Manriquez
- Producteur : Walt Disney
- Société de production : Walt Disney Productions
- Distributeur : Columbia Pictures
- Date de sortie : 16 avril[3] ou 17 avril[1] 1931
  - Date annoncée : 16 avril 1931
  - Dépôt de copyright : 23 avril 1931
  - Première à Chicago : 1 au 17 mai 1931 au McVickers en première partie de Trader Horn de WS Van Dycke
- Format d'image : Noir et blanc
- Son : Mono (Cinephone[1])
- Musique[2] : Bert Lewis et/ou Frank Churchill
  - Musique originale : Old King Cole, Little Jack Horner, Little Boy Blue et I'm a Little Bo Peep
  - extrait de Under the Double Eagle (1893) de Josef Franz Wagner
  - Ghost Dance (1911) de Cora Salisbury
  - Hi Diddle Doodle (1926) d'Hal Keidel
  - chansons populaires : Three Blind Mice, Jack and Jill, Sing a Song of Sixpence, Mary had a Little Lamb, Baa-baa Black Sheep
- Durée : 8 min 11 s
- Langue : (en)
- Pays :  États-Unis

## Commentaires
L'histoire du roi Cole sert de base au remake  Old King Cole réalisé par David Hand en 1933. Le film est à nouveau parodié dans Mother Goose Goes Hollywood (1938).